# Leiths Weichschildkröte
Die Leiths Weichschildkröte (Nilssonia leithii, Syn.: Aspideretes leithii), auch Vorderindische Weichschildkröte genannt, ist eine der Indischen Weichschildkröten (Nilssonia). Sie zählt zu den eher großwüchsigen Weichschildkröten, auch wenn sie die Carapaxlänge der Ganges-Weichschildkröte nicht erreicht. Ihre Lebensweise ist bislang allerdings nicht besonders gut erforscht.

## Erscheinungsbild
Die Leiths Weichschildkröte hat eine Carapaxlänge von bis zu 63 Zentimeter. Ihr Rückenpanzer ist grau bis grauolive und weist eine feine gelbe Zeichnung auf. Diese ist besonders bei Jungtieren ausgeprägt. Der Bauchpanzer ist cremefarben. Der Kopf ist grünlich. 
Männchen lassen sich von den Weibchen durch ihre längeren und dickeren Schwänze unterscheiden.

## Verbreitung und Lebensweise
Leiths Weichschildkröten kommen von Zentralindien bis zur Spitze des indischen Subkontinents vor. Sie nutzen Flüsse und stehende Gewässer und bevorzugen solche mit einem schlammigen Bodengrund. Ihre Ernährungsweise ist bislang nicht vollständig untersucht. Im Magen einer untersuchten Schildkröte fand man Schnecken und Fische. Man geht davon aus, dass sie auch Krebse und Mollusken frisst. Sie legt nach jetzigem Wissensstand bis zu zwei Gelege im Jahr.

## Nachweise